# 原中三十四
狐谷 まどか（こたに まどか、男性）は、日本のライター、実業家、小説家（ライトノベル作家）、編集者、漫画原作者。山口県岩国市生まれ、京都府在住。旧名義は原中 三十四（はらなか さとし）。

## 経歴・人物
もと端役の時代劇役者で、映像や舞台での斬られ役などを務めていた。その後、ライトノベル作家を志し2005年よりアマチュア作家の交流サイト・ライトノベル作法研究所に参加。2008年度の第3回ノベルジャパン大賞（ホビージャパン主催）において「じんじゃえーる!」で佳作を受賞し、同作で2009年9月にHJ文庫よりデビュー。
その後2015年にぽにきゃんBOOKSライトノベルシリーズより「株式上場を目指して代表取締役お兄ちゃんに就任致しました～妹株式会社」を刊行。
狐谷まどかの名義を使い、小説家になろうで「異世界に転生したら村八分にされた」を連載、翌年には「異世界に転生したら全裸にされた」へ改題し、マッグガーデン・ノベルズより出版。小説シリーズ累計8万部突破。同作マッグガーデン版が、WEBコミックガンマぷらすにコミカライズ連載中。新シリーズ「異世界に転生したら聖少女にされた」ではシナリオを担当。WEBコミックサイトMAGCOMI（マグコミ）で連載中。

## 作品一覧

### 狐谷まどか名義

#### 小説
- 異世界に転生したら全裸にされた（マッグガーデン・ノベルズ・2016年12月）
- ダンジョンはいいぞ！（TOブックス・2017年9月）既刊２巻
- 新約・異世界に転生したら全裸にされた（マッグガーデン・ノベルズ・2019年8月）既刊2巻

#### 漫画原作
- 異世界に転生したら全裸にされた（バンブーコミックス、作画：あしもと☆よいか、協力：マッグガーデン・2018年12月 - 連載中）既刊2巻
- 異世界に転生したら聖少女にされた（マグコミ、漫画：へるにゃー・2019年8月 - 連載中）

### 原中三十四名義
- じんじゃえーる！（HJ文庫・2009年）
- じんじゃえーる！２拝目（HJ文庫・2009年）
- 株式上場を目指して代表取締役お兄ちゃんに就任致しました～妹株式会社（ぽにきゃんBOOKSライトノベルシリーズ・2015年）